# Rissa (Norvegia)
Rissa este o comună din provincia Sør-Trøndelag, Norvegia.